# Nino Tschcheidse

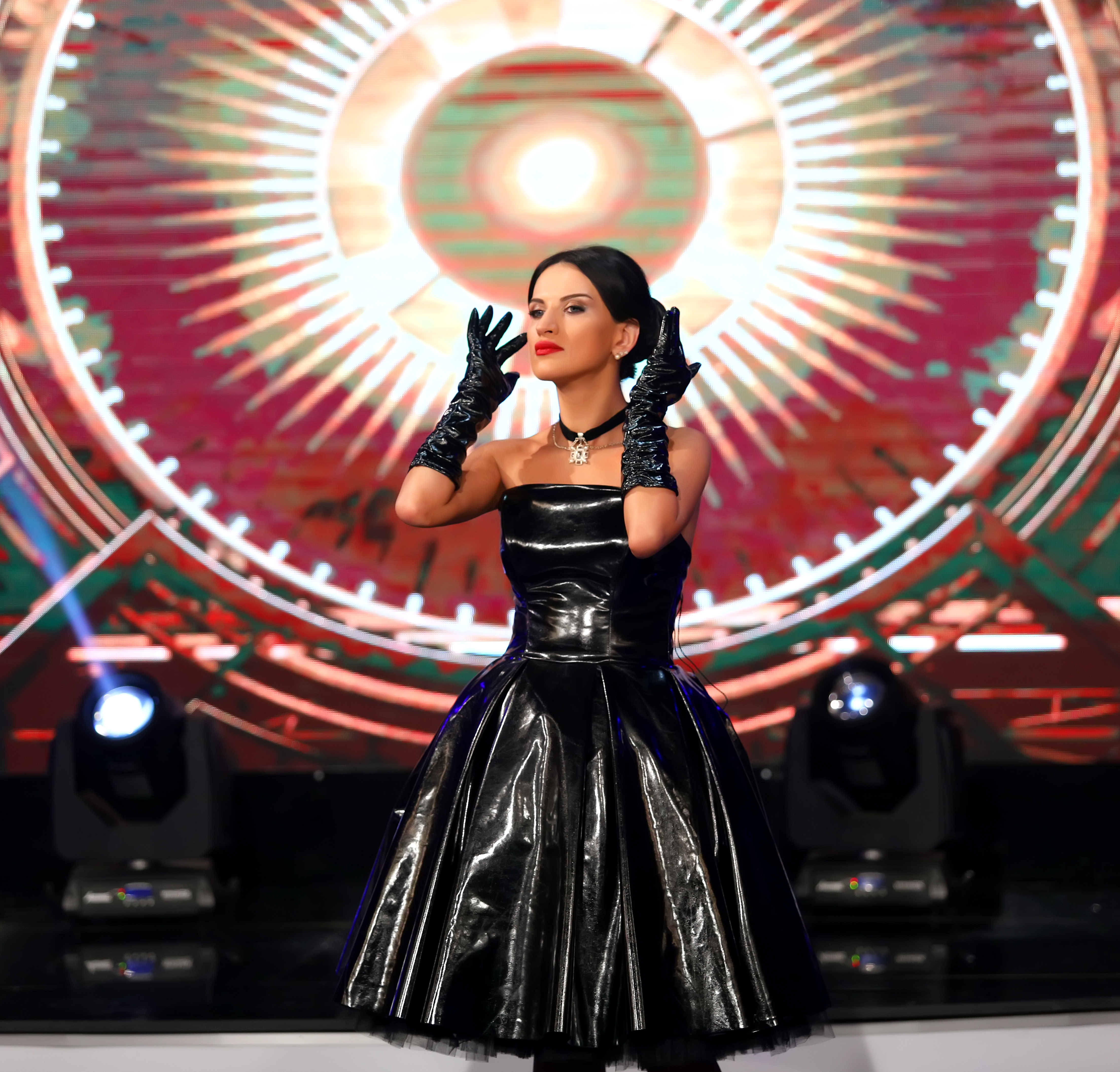
Nino Tschcheidse

Nino Tschcheidse (georgisch ნინო ჩხეიძე; * 6. Juni 1982 in Tiflis, Georgische SSR) ist eine georgische Sängerin, Songwriterin und Hutdesignerin. Tschcheidses Musik verbindet Elemente der georgischen Folk-, Ethno- und Popmusik.

## Leben und Wirken
Nino Tschcheidse wurde als Tochter von Gia Tschcheidse, einem Wirtschaftswissenschaftler, und Ketino Kochiashvili, einer Mathematikerin, geboren. Sie besuchte die Musikschule in Tiflis, welche sie 1999 abschloss. Im selben Jahr veröffentlichte Tschcheidse ihren ersten Song My Heart Is Yours. Daraufhin studierte sie Journalistik an der Staatlichen Universität Tiflis. 2006 wurde Nino Tschcheidse erstes Album veröffentlicht, das aus 12 alten klassischen georgischen Liedern bestand. 2007 erschien ihr zweites Album mit dem Titel Uschhenod (უშენოდ). 2008 veröffentlichte sie zwei Alben: Vitsi Gikvarvar (ვიცი გიყვარვარ) und ein Best-Of-Album (საუკეთესო სიმღერების კრებული). Im selben Jahr eröffnete sie zudem ihr eigenes Tonstudio mit dem Namen „Nio Studio“. 2012 wurde sie von Imedi TV als eine der Juroren der Sendung The Voice Of Georgia aufgenommen. Von 2014 bis 2017 war Tschcheidse Produzentin der Fernsehshow Fanoghi of Georgia. Im Jahr 2016 gründete sie die Modemarke „NIO“, in der sie eigene Hutkreationen herausbringt. 2018 nahm sie an der Fernsehshow Dancing Stars teil und gründete die „NIO Band“.
Tschcheidse ist mit George Korakhashvili verheiratet. Das Ehepaar hat eine Tochter.

## Diskografie

### Alben
- 2007: Uschhenod (Studio Tbilisi)
- 2008: Vitsi Gikvarvar
- 2008: The Best Songs Collection
- 2010: Ghamkhare
- 2011: I love you to the sky
- 2013: Nino Chkheidze
- 2015: Nino Chkheidze mp3
- 2015: Nino Chkheidze Duets
- 2017: The Best
- 2018: The R.E.D.
- 2020: Guls Ukharia
- 2021: The Best II
- 2022: Modi Modi

### Singles
- 2020: Mikvarda
- 2022: Dabadebis Dge